# Korstjärnet (Brunskogs socken, Värmland)
Korstjärnet är en sjö i Arvika kommun i Värmland och ingår i Göta älvs huvudavrinningsområde.